# Bourbon County (Kentucky)
Bourbon County je okres ve státě Kentucky v USA. K roku 2010 zde žilo 19 985 obyvatel. Správním městem okresu je Paris. Celková rozloha okresu činí 755 km².